# Solanum dimidiatum
Solanum dimidiatum är en potatisväxtart som beskrevs av Constantine Samuel Rafinesque. Solanum dimidiatum ingår i släktet skattor som ingår i familjen potatisväxter. Inga underarter finns listade i Catalogue of Life.